# تپه دلازیان
تپه دلازیان مربوط به دوران پارینه‌سنگی است و در جنوب سمنان معروف به هفت تپه با شماره ۱۷۰۲ در آثار ملی ایران به ثبت رسیده است، در یکی از تپه‌های موجود در دلازیان آثار معماری خشتی سنگی مربوط به دوره ماد (نوشیجانی) مشاهده شده است.
بر اساس پژوهش‌های انجام شده این احتمال قوت می‌یابد که منطقه میرک سمنان بزرگ‌ترین و منحصر به فردترین منطقه میراثی ایران و حتی خاورمیانه در دوره پارینه‌سنگی میانی است.
منطقه میرک، محوطه ۴۰ هکتاری روبازی را شامل می‌شود که بین تپه‌های موسوم به دلازیان و تپه میرک در جنوب سمنان قرار دارد.